# Berthold de Neuchâtel
Berthold de Neuchâtel (« Berthold von Neuenburg »), (? - 13 juillet 1220).

## Biographie

### Origine
Berthold de Neuchâtel est mentionné pour la première fois en 1182. Il est le fils du comte Ulrich II de Neuchâtel et de Berthe de Granges. Ses frères sont Rodolphe (? – 1196), comte et poète, et Ulrich (? – 1225), comte.

### Carrière
Il commence sa carrière en devenant chanoine et trésorier de l'Église à Lausanne en 1196, avant de devenir le prévôt (Berthodi nunc prepositi) du chapitre de Bâle vers 1208–1209, puis celui de Neuchâtel au cours de l'année 1209.
Il est désigné à l'unanimité évêque de Lausanne le 13 janvier 1212, charge qu'il occupera jusqu'en 1220. Il est le troisième représentant de la famille de Fenis à occuper le siège épiscopal de Lausanne.
Il sera nommé prince d'Empire et sous-diacre de l'Église romaine et participe au quatrième concile du Latran en 1215.
Il fait ériger le château de Villarzel et les murailles de Lutry.
Dans le conflit qui oppose l'évêché au comte de Savoie, Thomas Ier, soutenu par le parti gibelin, un traité de paix est finalement signé à Burier — un prieuré bénédictin de Montreux — en 1219. Le comte obtient de fait la souveraineté sur la ville de Moudon, même si l'évêque en conserve la suzeraineté,. Le comte Thomas affirme ses droits sur Moudon, et marque désormais son implantation dans le nord du lac Léman, en Pays de Vaud, au détriment de l'évêque.
Il meurt alors qu'il s'apprête à participer à la sixième croisade comme convoyeur de fonds.